# Угольная дуговая лампа

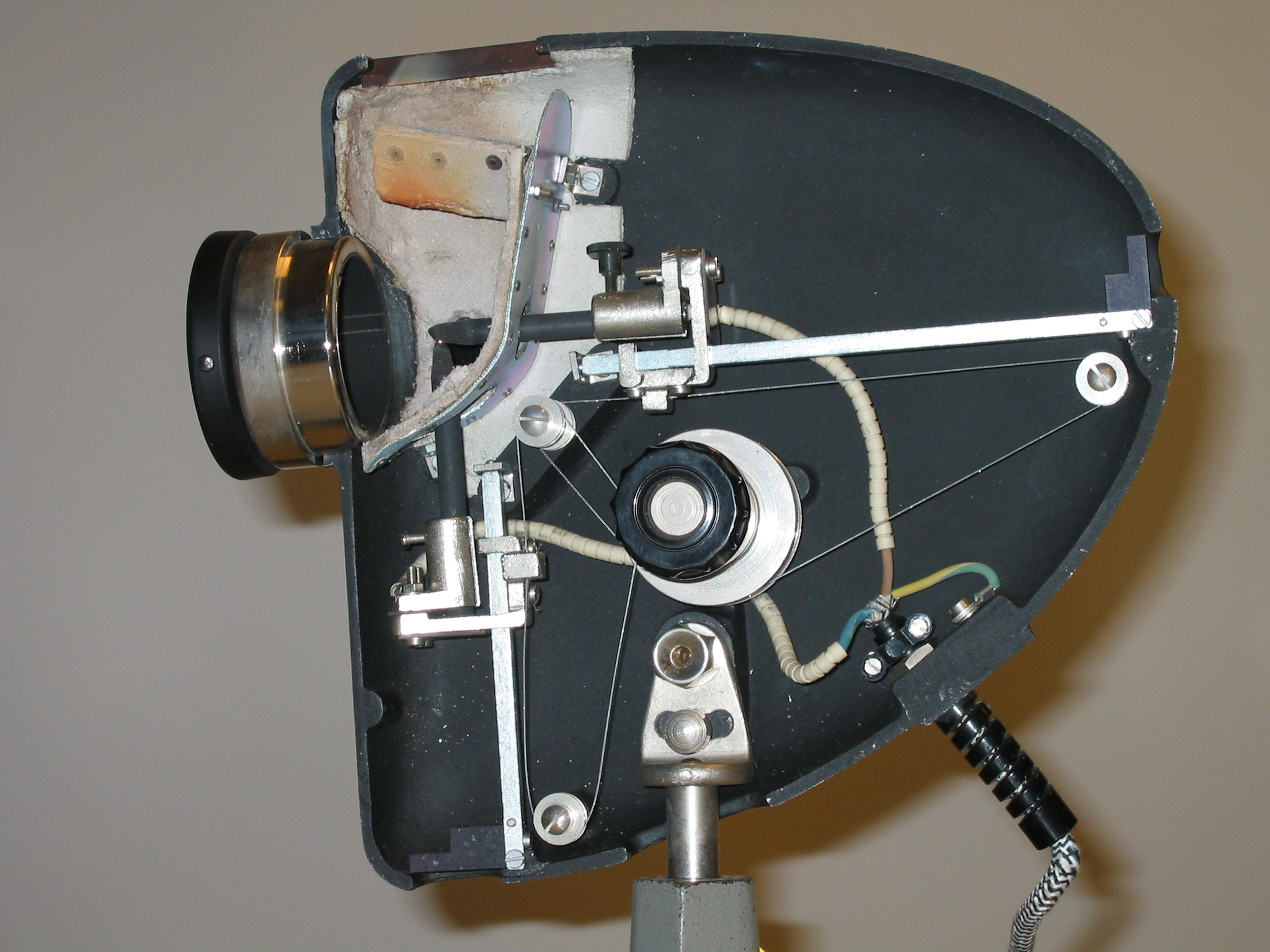
Угольная дуговая лампа. Эта модель требует ручной регулировки электродов

Угольная дуговая лампа — первая дуговая лампа и первый источник света, работающий от электричества. Дуговой разряд происходит на открытом воздухе между двумя угольными стержнями. Часто в электрод добавляют соли редкоземельных металлов, чтобы увеличить яркость дуги. Зажигается дуга обычно кратковременным соприкосновением концов электродов.
В процессе работы стержни постепенно сгорают, поэтому необходимо поддерживать постоянное расстояние между ними. Изобретено множество устройств, позволяющих автоматизировать этот процесс. Например, ток можно пропустить через несколько соленоидов, механически соединённых с электродами. Когда электроды соприкасаются, сопротивление цепи невелико, большой ток отодвигает электроды друг от друга. В том случае, если дуга гаснет, ток пропадает, и электроды, например, под действием силы тяжести, снова смыкаются. В театральных кинопроекторах компенсация выгорания электродов выполнялась червячным механизмом с приводом от лентопротяжного тракта или специальным электродвигателем.
В конструкции без регулятора — свече Яблочкова — параллельные электроды разделены слоем диэлектрика, сгорающего в процессе работы, а поджиг осуществляется при перегорании плавкой перемычки, что требовало замены лампы при каждом включении. С развитием конструкции свечи этот недостаток был преодолён.

## История

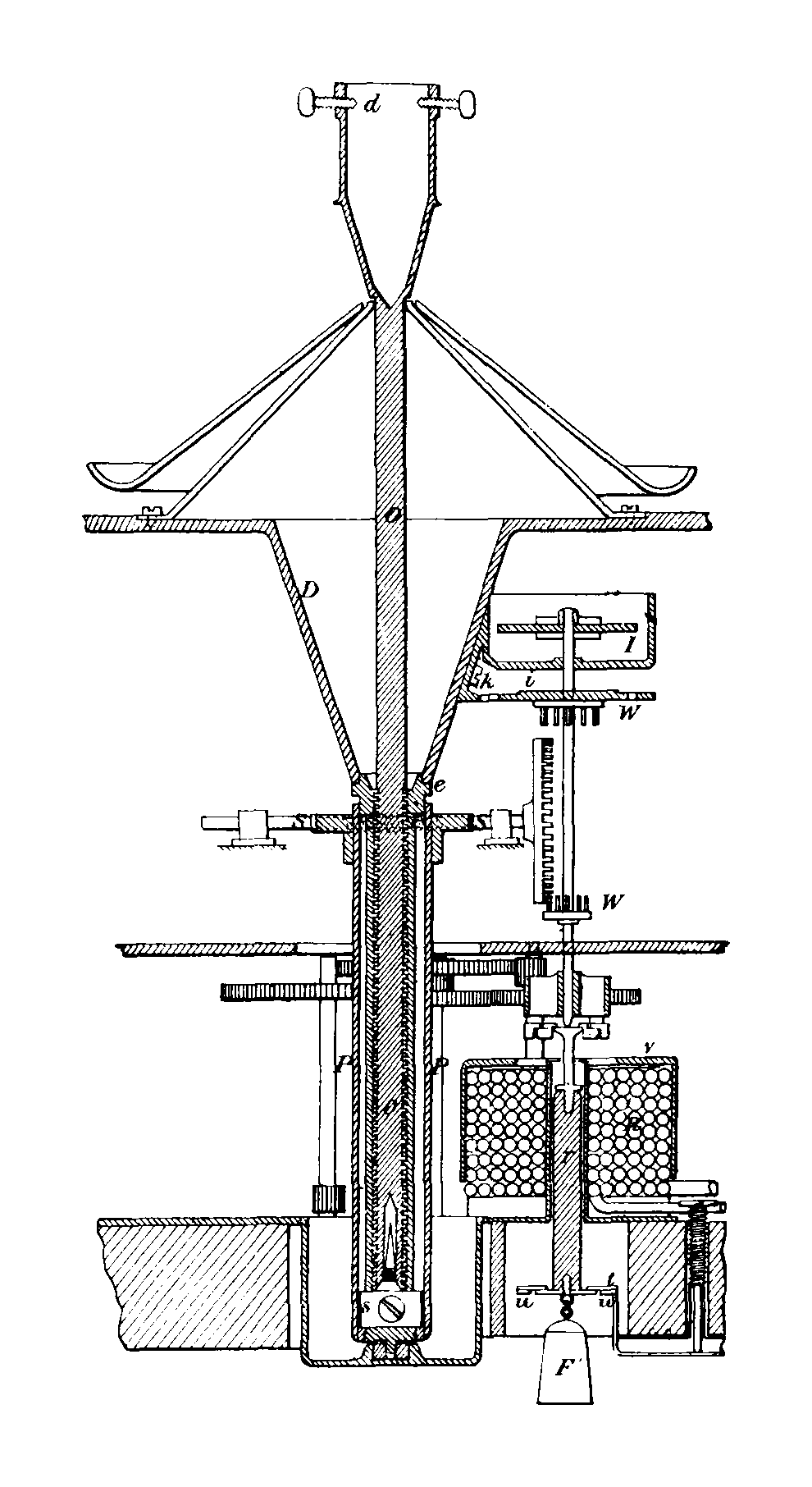
Схема саморегулирующейся дуговой лампы, предложенная Уильямом Staite и Уильямом Петри в 1847 году

Электрическую дугу открыли независимо друг от друга В. В. Петров и сэр Хамфри Дэви.
Во второй половине XIX века предпринимались попытки создания применимых на практике дуговых ламп, но широкому их распространению мешали как сложность поддержания расстояния между электродами, так и несовершенство источников питания. Лишь к концу 1870-х годов эти проблемы были решены, после чего дуговые лампы получили широкое распространение в уличном освещении. К 1880-му году дуговые лампы были значительно усовершенствованы:
- Дуга стала размещаться в небольших трубках, чтобы замедлить сгорание углерода (это увеличило продолжительности жизни ламп до 100 часов).
- Были распространены пламенные дуговые лампы, в которых в угольные стержни добавляли соли металлов (как правило, фториды магния, стронция, бария, кальция), что увеличивало светоотдачу и окрашивало дугу в разные цвета.
- Франтишеком Крижиком был придуман механизм, автоматически регулирующий расстояние между электродами.

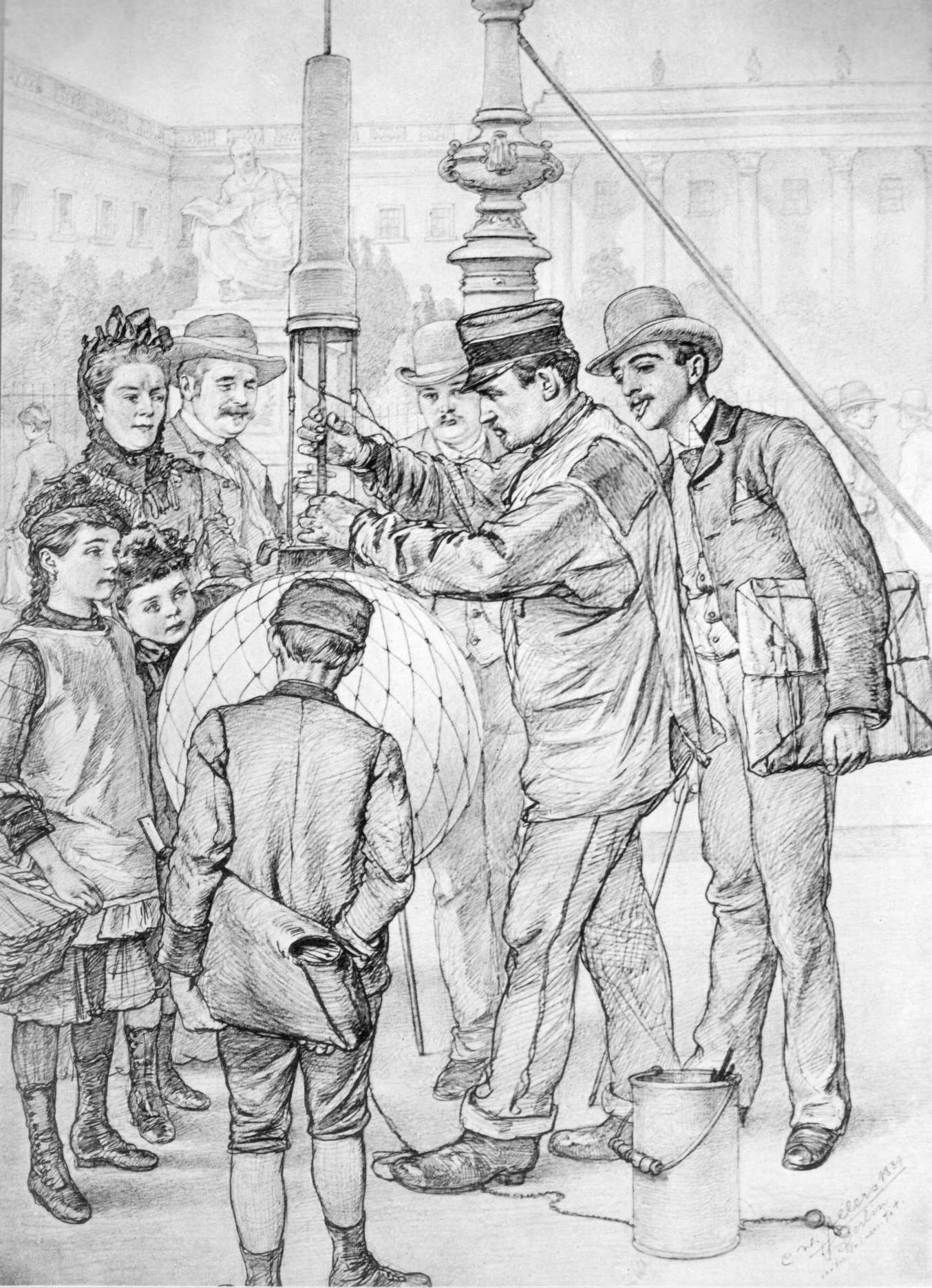
Замена электродов угольной дуговой лампы уличного освещения

Эта конструкция была усовершенствована целым рядом людей, в том числе Уильямом Стаитом и Чарльзом Ф. Брашем. До 1870-х годов такие лампы, как свеча Яблочкова, не были широко распространены. В 1877 году институт Франклина провел сравнительные испытания динамо систем. Разработанная Брашем система оказалась наиболее эффективной, и Браш сразу применил свое улучшенное динамо к дуговому освещению. Лампы Браша были установлены на Общественной площади в Кливленде, штат Огайо, 29 апреля 1879. В 1880 году Браш создал «Brush Electric Company». В США патентная защита дуговых осветительных систем и усовершенствованного динамо оказалась затруднена, что привело к высокой конкуренции в области дугового освещения. Основными конкурентами Браша стали Элиу Томсон и Эдвин Дж. Хьюстон. Эти двое создали Американскую Электрическую Компанию в 1880 году, которая вскоре была куплена Чарльзом А. Коффином. Томсон, однако, остался основным изобретателем в компании. Под руководством Томсона и Хьюстона и с помощью патентного поверенного Фредерика П. Фиша компания защитила свои новые разработки патентами. Управление Коффина привело компанию к агрессивной политике выкупа и слияния с конкурентами. Обе стратегии сократили конкуренцию в электроосветительное промышленности. В 1890 году Томсон-Хьюстон стали доминировать в производстве электричества в США. Никола Тесла получил Патент США 447920 (10 марта, 1891), который описывает, как подавить неприятный звук дуговой лампы при работе на переменном токе повышенной частоты (10000 Гц), лежащей в диапазоне восприятия человеческого слуха.
В конце девятнадцатого — начале двадцатого века дуговые лампы были вытеснены более удобными и надежными, хотя и несколько менее эффективными лампами накаливания. Томсон-Хьюстон контролировали ключевые патенты в городских системах освещения, и замедляли расширение систем с лампами накаливания, разрабатываемых Томасом Эдисоном и «Edison General Electric Company». И наоборот, патенты Эдисона заблокировали дальнейшее расширение Томсон-Хьюстон. Эти барьеры пали, когда две компании объединились в 1892 году и сформировали «General Electric Company».
Дуговые фонари также использовались в студийных киноосветителях, но они продуцировали столько ультрафиолетового света, что актерам необходимо было носить очки во избежание болезней глаз. Эта проблема была устранена путём добавления листов обычного стекла, непрозрачного для ультрафиолета. Затем дуговые осветители всё же уступили место лампам накаливания. В 1915 году Амброз Элмер Сперри начал производство изобретённых им дуговых прожекторов с лампами высокой интенсивности. Они применялись на борту кораблей всех флотов в течение 20-го века для сигнализации и для освещения врага. В 1920-е годы угольные дуговые лампы применялись в качестве источников лечебного ультрафиолетового света, как заменитель горного солнца.
Дуговые лампы несколько десятилетий оставались основным источником света в профессиональных кинопроекторах, где использовались до середины 1960-х годов. Однако из-за неудобств, связанных с необходимостью автоматического сближения углей по мере их обгорания, угольные дуговые лампы уступили своё место ксеноновым.